# Žofia Naňová
Žofia Naňová (* 3. Februar 1991 in der Tschechoslowakei) ist eine slowakische Leichtathletin, welche sich auf den Mittel- und Langstreckenlauf spezialisiert hat.

## Karriere
(Quelle )

Nachdem sie bereits in jungen Jahren erste nationale Erfolge verbuchen konnte und bei den slowakischen Meisterschaften 2013 in Trnava im 800-Meter-Lauf slowakische Meisterin werden konnte, legte sie in den Jahren 2015 und 2016 eine Wettkampfpause ein. Nachdem sie 2017 wieder zurückgekehrt war, gewann sie 2018 bei den slowakischen Hallenmeisterschaften in Bratislava über die 800-Meter den slowakischen Meistertitel. Zwei Jahre später konnte sie diesen Erfolg in Bratislava wiederholen. In der Folge absolvierte sie auch Wettkämpfe im Langstreckenlauf und konnte bei den slowakischen Meisterschaften 2022 in Trnava im 5000-Meter-Lauf slowakische Meisterin werden. Im darauffolgenden Jahr gewann sie bei den slowakischen Hallenmeisterschaften in Bratislava im 3000-Meter-Lauf den slowakischen Meistertitel.

## Persönliche Bestleistungen
(Quelle )
- 800 Meter: 2:11,49 min, 1. September 2022 in Trnava
  - 800 Meter (Halle): 2:14,91 min, 21. Februar 2021 in Bratislava
- 1500 Meter: 4:22,68 min, 8. Juni 2023 in St. Pölten
  - 1500 Meter (Halle): 4:24,61 min, 20. Februar 2022 in Budapest
- 3000 Meter: 9:34,09 min, 14. Mai 2023 in Pliezhausen
  - 3000 Meter (Halle): 9:31,79 min, 6. Februar 2022 in Budapest
- 5000 Meter: 16:31,19 min, 20. Juni 2023 in Chorzów